# PRSS2
PRSS2 (англ. Protease, serine 2) – білок, який кодується однойменним геном, розташованим у людей на короткому плечі 7-ї хромосоми. Довжина поліпептидного ланцюга білка становить 247 амінокислот, а молекулярна маса — 26 488.
| 10         |  | 20         |  | 30         |  | 40         |  | 50         |
| ---------- |  | ---------- |  | ---------- |  | ---------- |  | ---------- |
| MNLLLILTFV |  | AAAVAAPFDD |  | DDKIVGGYIC |  | EENSVPYQVS |  | LNSGYHFCGG |
| SLISEQWVVS |  | AGHCYKSRIQ |  | VRLGEHNIEV |  | LEGNEQFINA |  | AKIIRHPKYN |
| SRTLDNDILL |  | IKLSSPAVIN |  | SRVSAISLPT |  | APPAAGTESL |  | ISGWGNTLSS |
| GADYPDELQC |  | LDAPVLSQAE |  | CEASYPGKIT |  | NNMFCVGFLE |  | GGKDSCQGDS |
| GGPVVSNGEL |  | QGIVSWGYGC |  | AQKNRPGVYT |  | KVYNYVDWIK |  | DTIAANS    |

A: Аланін

C: Цистеїн

D: Аспарагінова кислота

E: Глутамінова кислота

F: Фенілаланін

G: Гліцин

H: Гістидин

I: Ізолейцин

K: Лізин

L: Лейцин

M: Метіонін

N: Аспарагін

P: Пролін

Q: Глутамін

R: Аргінін

S: Серин

T: Треонін

V: Валін

W: Триптофан

Кодований геном білок за функціями належить до гідролаз, протеаз, серинових протеаз. 
Білок має сайт для зв'язування з іонами металів, іоном кальцію. 
Секретований назовні.